# Mac Cone
Mac Cone (Memphis (Tennessee), 27 de abril de 1968) é um ginete estadunidense, especialista em saltos, medalhista olímpico em Pequim 2008. 

## Carreira
Mac Cone representou seu país nos Jogos Olímpicos de 1996 e 2008, na qual conquistou a medalha de prata nos saltos por equipes em 2008.